# ダーティー・コップ
『ダーティー・コップ』（原題: The Trust）は、2016年にアメリカ合衆国で製作されたクライム映画。主演はニコラス・ケイジとイライジャ・ウッド。監督はこれが長編デビュー作となるアレックス・ブリューワーとベンジャミン・ブリューワー。原題は「信頼」を指す英語。アメリカ合衆国では2016年3月13日に一部劇場での限定公開とビデオ・オン・デマンドでの配信が開始された。また同年4月14日にはディレクTVでの放送がなされた。
日本では「カリテ・ファンタスティック!シネマ・コレクション2016」の中の一作として2016年8月2日から限定公開された後、同年8月20日より全国公開がなされた。

## ストーリー
ラスベガスで警察官として働くストーンとウォーターズは、うだつの上がらない日々にそれぞれ不満を抱えて生きていた。ところがある日、逮捕された小物の麻薬売人が高額な保釈金を支払われ、すぐに自由になっていたことを二人は知る。その金の出どころを探った二人は、とある建物の中に巨大な金庫が隠されていることを突き止め、その中身を強奪しようと計画する。しかし、計画を実行に移していくうち、ストーンの隠された凶暴性が明らかになっていき、ウォーターズは困惑する。

## キャスト
※括弧内は日本語吹替
- ストーン - ニコラス・ケイジ（大塚明夫）
- ウォーターズ - イライジャ・ウッド（細谷佳正）
- 女 - スカイ・フェレイラ（藤田奈央）
- ストーンの父 - ジェリー・ルイス（北田理道）
- 巡査 - イーサン・サプリー（宮本克哉）

## 評価
レビュー・アグリゲーターのRotten Tomatoesでは46件のレビューで支持率は63%、平均点は5.50/10となった。Metacriticでは12件のレビューを基に加重平均値が58/100となった。